# کتابخانه عزیزیه
کتابخانه عزیزیه منسوب به عزیزالدین زنجانی با دوازده هزار جلد کتاب که در سال ۶۱۴ در مسجد جامع مرو شاهجان بود. آن را کتابخانه فُقّاعیّه هم می‌گفتند. زیرا زنجانی واقف آن، مسئول حاضر کردن فقّاع (آبجو) برای سلطان سنجر بوده‌است. یاقوت حموی از این کتابخانه بسیار بهره می‌برد.